# Mateusz Witkowski (trener)
Mateusz Witkowski (ur. 10 kwietnia 1984 w Poznaniu, zm. 8 września 2021 na A2 pod Poznaniem) – polski szermierz, florecista, medalista mistrzostw Polski, trener floretu, wykładowca Studium Wychowania Fizycznego i Sportu UAM. 

## Życiorys
Od 1991 trenował szermierkę w barwach Warty Poznań, od 2005 do 2006 był zawodnikiem AZS AWF Poznań. Trzykrotnie zdobył wicemistrzostwo Polski seniorów w turnieju drużynowym (2003 z Wartą, 2005 i 2006 z AZS AWF Poznań). Od 2007 pracował jako trener w Warcie Poznań, był też członkiem zarządu tego klubu. W 2009 ukończył studia w Akademii Wychowania Fizycznego im. Eugeniusza Piaseckiego w Poznaniu i rozpoczął pracę w Studium Wychowania Fizycznego i Sportu UAM. Należał do założycieli powstałej w 2009 sekcji szermierczej AZS UAM Poznań, współpracował też z trenerem reprezentacji Polski floretu kobiet Pawłem Kantorskim. W 2013 obronił w Akademii Wychowania Fizycznego im. Eugeniusza Piaseckiego w Poznaniu pracę doktorską Morfologiczne, motoryczne i społeczne uwarunkowania poziomu umiejętności specjalnych florecistek (w kategorii młodzików) napisaną pod kierunkiem Ryszarda Strzelczyka. W październiku 2020 został dyrektorem SWFiS UAM.
Zginął tragicznie na autostradzie A2 pod Poznaniem.
Miał żonę, Martę oraz dzieci: Helenę, Janinę i Feliksa. Szermierzem był także jego starszy brat, Andrzej Witkowski.
Pośmiertnie otrzymał Nagrodę im. Eugeniusza Piaseckiego i Złotą Odznakę Polskiego Związku Szermierczego.